# Манастир Светог пророка Илије у Кацапуну
Манастир Кацапун, познат као манастир Светог пророка Илије, манастир је Српске православне цркве и припада епархији врањској. Смештен је десетак километара југозападно од Владичиног Хана, недалеко од села Кацапуна. Саграђен је на малом платоу, на самом почетку клисуре Лепеничке реке.
Манастир је отворен за посетиоце сваког дана. Налази се у непосредној близини Врања и Владичиног Хана, заправо на старом путу Врање—Владичин Хан, код села Стубал, где се налази дрвени путоказ који упућује на манастир. Од те раскрснице пут дуг око 6,5 км,пут је асфалтни, води право до манастира. У манастиру данас живи само један монах — отац Серафим.
Манастир се налази на 700 метара надморске висине и има велико природно и духовно богатство око себе. Има поток који протиче поред самог конака и манастира, који се зове Топлица. Некада је дуж реке Топлице било 20 млинова. Вода је чиста, а то доказује постојање ракова и речног света. Конак је тренутно у изградњи.

## Историја
Према усменој традицији и причању старијих мештана, црква Светог Илије у Кацапуну била је манастирска црква, најстарија и најпоштованија у овом крају. Њу су у оквиру великог манастирског комплекса са мноштвом конака, трпезарија, кула и звонара, подигли Немањићи током 13. века. Међутим, ако се погледа њен положај, скромна архитектура карактеристична за почетак 15. века, онда је јасно да је ово предање без основа.
Поред манастирске цркве био је изграђен и конак. Нажалост, стари конак се срушио под зубом времена. Стари конак је био дугачак око 30 метара и био је сачињен од приземља и спрата са звоником. Овај звоник је сада новоизграђен. У манастиру није било монаштва око 100 година. Црква је изграђена са малим улазним вратима, да се свако кад улази поклони светињи, па су се тако и освајачи поклањали. Турци га нису срушили јер су се по предању плашили Светог Илије као пророка и светитеља.
Манастирски посед 1889. године сведочи о његовом великом сиромаштву. Чине га само седам хектара оранице и 38 хектара шуме.

## Архитектура и унутрашњост
Живопис у манастиру је карактеристичан за почетак 17. века, када су је обновили локални сељаци и њихови саветници. Ово потврђује и делимично читљив ктиторски натпис, који се налази са западне стране архитрава изнад улазних врата из припрате у цркву, где се у четвртом реду јасно чита реч Презвитер. Проблем је са тадашњом посветом манастирског храма јер је на прочељу, где се обично слика светац коме је посвећен храм, налази сцена Васкрсења Христова, а то не долази у обзир за храмовну славу. Према предању које су забележили М. Васић и К. Јовановић 1908. године, манастир је обновљен око 1828. и тад је добио посвету Светом Илији. Обновио га је свештеник Стефан, а негде у међувремену манастир је од мирске цркве постао манастир. Записи које је забележио П. Пајкић говоре да је Свети Илија релативно брзо по обнови постао манастир. Тако се у "Општем минеју", штампаном 1818. године у Русији, налазе два записа о прилозима који гласе: Село Сукашарак да се знае приложи Риста вола у манастир Св. Илија и Месец анухарио ден 23. 1838. приложи Риста Стоианов сто ока.
Манастирска црква је једнобродна грађевина и састоји се од олтарског простора, наоса и припрате. Зидана је од грубо тесаних камених блокова лепљених блатом и споља окречена у бело. Кровни венац је такође изграђен од профилисаних камених блокова. Црква је засведена бачвастим сводом који је ојачан дрвеним гредама. У наосу и олтару виде се две греде, а у припрати три. У тематском репертоару иконостаса налази се 21 икона.
Унутрашњост цркве, сви њени зидови и сводови били су живописани. Фреске су делимично оштећене, посебно у доњим зонама, али њихов распоред може се у целини установити. По свом распореду, иконографским одликама и ликовним квалитетима, живопис не излази из оквира српског сликарства из првих деценија 17. века, сликарства неуких и полуписмених зографа.
У првој зони очувана је само сцена Чудо Светог Димитрија у Солуну, која се налази северно од улазног портала. Светитељ је насликан како јашући на разиграном коњу копљем пробада непријатељске војнике. Они падају под коњске копите, покушавајући да избегну смрт.
На северном зиду припрате живопис је очуван у три зоне, у првој су стајаће фигуре и медаљони, у другој попрсја и делови две мање сцене, а у трећој Христова чуда. У првој зони очувани су само прикази Светог Симеона Немање и Светог Саве, док су све остале фигуре уништене. На источном зиду припрате живопис је јако оштећен и све фигуре и композиције у првој и другој зони су премалтерисане и прекречене. У ниши изнад портала насликан је патрон цркве — Свети Илија. На јужном зиду припрате у првој зони, наставља се огњена река, која заузима велики део зидне површине. У њој су приказане десетине људи како покушавају да избегну талас и смрт у води.
Свод припрате подељен је у три правоугаона поља на којима су прикази Богородице Оранте, Христа Емануела и Христа анђела Великог савета. Северно и јужно од ових централних паноа насликана су по осам великих пророка.
На западном зиду наоса насликани су у првој зони арханђео Михајло, цар Константин и царица Јелена, у другој Успење Богородице и у трећој Вазнесење Христово.